# Jevgenija Liněcká
Jevgenija Simonovna Liněcká, rusky Евгения Симоновна Линецкая (* 30. listopadu 1986, Moskva, Ruská sovětská federativní socialistická republika), je ruská profesionální tenistka izraelského občanství, reprezentující Izrael. Ve své dosavadní kariéře na okruhu WTA Tour nevyhrála žádný turnaj. V rámci okruhu ITF získala k říjnu 2011 sedm titulů ve dvouhře a jeden ve čtyřhře.
Na žebříčku WTA byla nejvýše ve dvouhře klasifikována v červenci 2005 na 35. místě a ve čtyřhře pak v únoru 2006 na 283. místě. K roku 2011 ji trénoval Anton Koroljov.

## Tenisová kariéra
V únoru 2005 porazila na thajském turnaji světovou jedenáctku Rusku Věru Zvonarevovou 6–4, 6–2. V březnu pak v Indian Wells zdolala druhou hráčku světa Francouzku Amélii Mauresmovou po setech 2–6, 6–2, 7–5.

### Osobní problémy
Na konci listopadu 2005 Ženská tenisová asociace (WTA) doživotně zakázala jejímu trenéru Joeovi Giulianu trénovat profesionální tenistky a dokonce i vstup na turnaje WTA, za porušení 14. bodu, IV. části řádu, když fyzicky napadal tenistku. Toto protiprávní konání podporoval její otec Simon Liněcký, profesor matematiky a držitel černého pásku v karate, jenž obdržel dvouletý zákaz.
Konflikt vznikl v srpnu 2005, kdy došlo k jejímu napadení na turnaji Acura Classic v La Costa. Otec byl uvězněn s obviněním z podezření ublížení na těle a hráčka musela být převezena k hospitalizaci do nemocnice.
Týden po otcově uvěznění policie v Carlsbadu obdržela hlášení od losangeleského ošetřujícího lékaře tehdy osmnáctileté hráčky. Tenistka podle vyjádření byla opakovaně fyzicky inzultována trenérem. Giuliano, který mezitím odjel, je hledán pro podání vysvětlení. Místo jeho pobytu však není známé.
Tenistka přerušila kariéru od ledna 2006 do února 2007, což znamenalo pád na žebříčku WTA. Na dvorce se vrátila vítězstvím na portugalském turnaji v Montechoro. Následující měsíc triumfovala na dalších izraelských událostech ITF v Ramat ha-Šaron 2 a v Ra'ananě, a to bez ztráty setu.